# Discomorpha davidsoni
Discomorpha davidsoni es una especie de insecto coleóptero de la familia Chrysomelidae.
Fue descrita científicamente en 1996 por Borowiec & Dabrowska.